# Europäischer Wirtschaftsraum
| Karte des Europäischen Wirtschaftsraums |                                                                                          |                                                              |
| Der EWR besteht aus der EU und der EFTA ohne die Schweiz |                                                                                          |                                                              |
| \| EFTA-Mitgliedstaaten (ohne die Schweiz): \| \| \| \| Island \| Liechtenstein \| Norwegen \| \| EU-Mitgliedstaaten: \| \| \| \| Belgien Bulgarien Dänemark Deutschland Estland Finnland Frankreich Griechenland Irland Italien \| Kroatien Lettland Litauen Luxemburg Malta Niederlande Österreich Polen Portugal Rumänien \| Schweden Slowakei Slowenien Spanien Tschechien Ungarn Zypern \| |                                                                                          |                                                              |
| EFTA-Mitgliedstaaten (ohne die Schweiz): |                                                                                          |                                                              |
| Island | Liechtenstein                                                                            | Norwegen                                                     |
| EU-Mitgliedstaaten: |                                                                                          |                                                              |
| Belgien Bulgarien Dänemark Deutschland Estland Finnland Frankreich Griechenland Irland Italien | Kroatien Lettland Litauen Luxemburg Malta Niederlande Österreich Polen Portugal Rumänien | Schweden Slowakei Slowenien Spanien Tschechien Ungarn Zypern |

Der Europäische Wirtschaftsraum (EWR; französisch Espace économique européen, EEE; englisch European Economic Area, EEA) ist als Wirtschaftsraum eine vertiefte Freihandelszone zwischen der Europäischen Union und drei Ländern der Europäischen Freihandelsassoziation (EFTA).

## Allgemeines
EWR-weit gelten insbesondere die vier Freiheiten des Waren-, Personen-, Dienstleistungs- und Kapitalverkehrs, mit Sonderregelungen für Agrarwaren. Drittlandswaren bleiben über Ursprungsregelungen ausgeschlossen. Es entstand mit ungefähr 520 Millionen Einwohnern (wovon etwa 505 Millionen auf die EU entfielen) von der Arktis bis zum Mittelmeerraum und einer jährlichen Wirtschaftsleistung von über 19,2 Billionen US-Dollar (Stand: 2018) die größte Wirtschaftszone der Welt. Im Europäischen Wirtschaftsraum vollzieht sich ungefähr die Hälfte des Welthandels. Der EWR-Rat ist mit der Durchführung des EWR-Vertrags sowie der Überwachung seiner Bestimmungen beauftragt.

## Entstehung
Bereits bei der Gründung der EFTA 1960 war die Regelung der Beziehungen zwischen der Europäischen Wirtschaftsgemeinschaft (EWG) und den EFTA-Mitgliedstaaten eines der Ziele der Organisation. Nachdem 1973 die EFTA-Länder Dänemark und Irland und Vereinigtes Königreich den Europäischen Gemeinschaften beitraten, entwickelte sich eine enge Kooperation zwischen den EFTA-Staaten und der EWG. Eine erste wichtige Etappe wurde erreicht, als die EFTA-Staaten zwischen 1972 und 1977 individuell Freihandelsabkommen mit der EWG abschlossen.
Ab Mitte der 1980er Jahre erhöhte sich der wirtschaftliche Integrationsgrad innerhalb der EU, insbesondere dank der Umsetzung des Binnenmarktprogramms (Realisierung der vier Freiheiten: freier Personen-, Waren-, Dienstleistungs- und Kapitalverkehr). 1984 wurde bei einer gemeinsamen Ministertagung von EWG und EFTA in Luxemburg die Errichtung eines Europäischen Wirtschaftsraums zur Sprache gebracht (siehe auch Europäische Freihandelsassoziation).
Nachdem 1987 die EG-Mitglieder in der Einheitlichen Europäischen Akte die Umsetzung des Ziels eines „Raums ohne Binnengrenzen“ bis 1992 festgeschrieben hatten, folgten 1989 durch EG-Kommissionspräsident Jacques Delors Vorschläge, um eine möglichst weitgehende Teilnahme der damals noch sieben EFTA-Staaten am EU-Binnenmarkt zu ermöglichen. 1990 begannen konkrete Verhandlungen, die am 2. Mai 1992 in Porto mit der Unterzeichnung des Abkommens über den Europäischen Wirtschaftsraum endeten (siehe auch Europäische Freihandelsassoziation #1989–1995: EWR und zweite EG-Norderweiterung).
Die Vertragsparteien waren die zwölf damaligen Mitgliedstaaten der Europäischen Gemeinschaft (Belgien, Deutschland, Frankreich, Italien, Luxemburg, Niederlande, Vereinigtes Königreich, Dänemark, Irland, Griechenland, Spanien, Portugal) sowie die sieben damaligen EFTA-Staaten Österreich, Finnland, Island, Norwegen, Schweden, Schweiz und Liechtenstein. Außer der Schweiz haben alle EFTA-Staaten das EWR-Abkommen ratifiziert, das am 1. Januar 1994 in Kraft trat, für Liechtenstein allerdings erst am 1. Mai 1995.
Das EWR-Abkommen verpflichtet EU-Mitglieder, einen EWR-Beitrittsantrag zu stellen; den EFTA-Mitgliedstaaten steht ein Beitrittsantrag frei.
Ob der Austritt eines EWR-Mitgliedes aus EFTA oder EU auch die Mitgliedschaft im EWR beendet, ist im Vertrag nicht geregelt, wird jedoch von der überwiegenden Literaturmeinung in Hinblick auf den Brexit bejaht, was jedoch umstritten ist. Die britische Beteiligung am EWR-Abkommen (und allen anderen EU-Außenverträgen) wurde während der Übergangszeit fortgesetzt.

## Aufgaben
Der EWR ist eine vertiefte Freihandelszone. Ferner enthält das EWR-Abkommen Wettbewerbs- und einige sonstige gemeinsame Regelungen sowie im Zusammenhang mit den Grundfreiheiten „horizontale“ Bestimmungen (Sozialpolitik, Verbraucherschutz, Umwelt, Statistik, Gesellschaftsrecht). Des Weiteren wird für den EWR das einschlägige, von der EU beschlossene Sekundärrecht übernommen. Auch soll das EWR-Recht „EU-konform“ ausgelegt werden.

## Regelungen
Im EWR wurden die Zölle zwischen den Mitgliedstaaten abgeschafft und es gelten etwa 80 % der Binnenmarktvorschriften der EU. Jedoch handelt es sich nicht um eine Zollunion mit gemeinsamem Zolltarif. Ferner sind – anders als innerhalb der EU – bei der Einfuhr Verbrauchsteuern zu bezahlen. Dennoch ist der EWR aufgrund der Anwendbarkeit einer Vielzahl von Harmonisierungsvorschriften mehr als eine einfache Freihandelszone.
Für die EWR-Länder, die nicht Mitglied der EU sind, erfolgt die Überwachung des EWR-Abkommens und der abgeleiteten Vorschriften durch die EFTA-Überwachungsbehörde und den EFTA-Gerichtshof. Für die EU-Mitgliedstaaten sind die Europäische Kommission sowie der Europäische Gerichtshof zuständig. Man spricht in diesem Zusammenhang auch von der „Zwei-Pfeiler-Struktur“.
Das EWR-Abkommen wird regelmäßig an die Entwicklung des relevanten EG-Rechts (sogenannter Acquis communautaire) angepasst. Dafür ist eine Beschlussfassung des Gemeinsamen EWR-Ausschusses notwendig. Da die EWR-Staaten Vertreter in die Expertengruppen der EU-Kommission entsenden, können sie zumindest im Vorfeld aktiv an der Ausgestaltung der Rechtsvorschriften mitwirken.

## Organe
Der EWR-Vertrag überträgt Aufgaben an mehrere Organe, die legislative, exekutive, judikative oder beratende Funktion haben:
- Legislativorgane: Der EWR-Rat setzt sich aus den Vertretern der Regierungen der Mitgliedstaaten zusammen. Er entwickelt Leitlinien, die die Umsetzung der Vertragsziele gewährleisten und von den Mitgliedstaaten beachtet werden müssen. Der Gemischte Parlamentarische EWR-Ausschuss setzt sich aus Mitgliedern des Europäischen Parlaments und der Parlamente der EFTA-Staaten zusammen. Er kann seine Standpunkte in Form von Berichten oder Entschließungen abgeben.
- Exekutivorgane: Der Gemeinsame EWR-Ausschuss überwacht die Umsetzung des Vertrags durch die Mitgliedstaaten. In den EU-Staaten obliegt diese Aufgabe ferner der Europäischen Kommission, in den EFTA-Staaten der EFTA-Überwachungsbehörde.
- Judikativorgane: Vertragsverstöße von EU-Mitgliedstaaten stellt der Europäische Gerichtshof fest, Verstöße von EFTA-Mitgliedstaaten der EFTA-Gerichtshof.
- Konsultativorgane: Im Konsultativausschuss treffen Vertreter von Interessengruppen aus den Mitgliedstaaten zusammen. Er hat ausschließlich beratende Funktion.

## Entwicklung
- 2. Mai 1992: Unterzeichnung des Abkommens über den Europäischen Wirtschaftsraum (EWR-Abkommen) durch die EU, die damals zwölf EU-Mitgliedstaaten (Belgien, Dänemark, Deutschland, Frankreich, Griechenland, Irland, Italien, Luxemburg, Niederlande, Portugal, Spanien und Vereinigtes Königreich) und die EFTA-Staaten (Finnland, Schweden, Island, Liechtenstein, Norwegen, Österreich, Schweiz) in Porto
- 6. Dezember 1992: Die Schweizer Stimmberechtigten lehnen bei einer Stimmbeteiligung von 78,8 Prozent den Beitritt an der Urne mit 49,7 Prozent Ja-Stimmen und nur 7 von 23 Kantonsstimmen ab.
- 1. Januar 1994: Inkrafttreten des EWR-Abkommens für Finnland, Island, Norwegen, Österreich und Schweden
- 17. März 1994: Anpassungsprotokoll zum EWR-Abkommen, da die Schweiz das EWR-Abkommen nicht ratifiziert hatte
- 1. Mai 1995: Inkrafttreten des EWR-Abkommens für Liechtenstein
- 14. Oktober 2003: Unterzeichnung des Abkommens über die erste Erweiterung des Europäischen Wirtschaftsraums durch die EU, die EU-Beitrittskandidaten (Tschechien, Estland, Republik Zypern, Lettland, Litauen, Ungarn, Malta, Polen, Slowenien und Slowakei) und die verbleibenden EFTA-Staaten (Norwegen, Island, Liechtenstein, nicht jedoch die Schweiz) in Luxemburg
- 1. Mai 2004: Inkrafttreten des ersten Erweiterungsabkommens, gleichzeitig mit dem Beitritt der neuen Vertragsstaaten zur EU
- 25. Juli 2007: Unterzeichnung des Abkommens über die zweite Erweiterung des Europäischen Wirtschaftsraums durch die EU, die neuen EU-Mitgliedstaaten (Bulgarien und Rumänien) und die verbleibenden EFTA-Staaten (Norwegen, Island, Liechtenstein, nicht jedoch die Schweiz) in Brüssel
- 1. August 2007: Inkrafttreten des zweiten Erweiterungsabkommens für Bulgarien und Rumänien, sieben Monate nach deren EU-Beitritt
- 1. Juli 2013: Beitritt Kroatiens in die EU als Vollmitglied, zuvor Vertragspartei des CEFTA gewesen
- 23. Juni 2016: Referendum zum Austritt des Vereinigten Königreiches von der EU
- 24. Januar 2020: Unterzeichnung des Austrittabkommens zwischen dem Vereinigten Königreich und der EU
- 31. Januar 2020: EU-Austritt des Vereinigten Königreiches
- 19. Februar 2025: Inkrafttreten des dritten Erweiterungsabkommens für Kroatien

## Umsetzung in den Vertragsstaaten

### Finnland, Schweden und Österreich
Finnland, Schweden und Österreich traten am 1. Januar 1995 der EU bei. Die Regelungen des EWR-Vertrags kamen zwischen diesen Ländern und den anderen EU-Mitgliedstaaten lediglich vom 1. Januar 1994 bis zum 31. Dezember 1994 zur Anwendung, danach hatte der EU-Vertrag Vorrang.

### Schweiz
Die Schweiz hat als einziger EFTA-Staat das multilaterale EWR-Abkommen nicht ratifiziert, nachdem eine knappe Mehrheit der Schweizer Bürger und eine deutliche Mehrheit der Kantone die Teilnahme der Schweiz am 6. Dezember 1992 in einem Referendum abgelehnt hatten. Die Schweiz hat einen Beobachtungsstatus in EWR-Gremien. Dies ermöglicht es den Eidgenossen, die Entwicklung des EWR- und des EU-Rechts aus der Nähe zu verfolgen. Des Weiteren wurde der Schweiz in Artikel 128 des EWR-Abkommens eine jederzeitige Beitrittsmöglichkeit eröffnet.
Die Schweizer Regierung verfolgt seither auf bilateralem Weg ihr Ziel, das Land wirtschaftlich an den vier Freiheiten des EWR teilhaben zu lassen. Anders als beim EWR-Abkommen gibt es bei den bilateralen Verhandlungen nur zwei Verhandlungspartner (EU-Kommission und Schweizer Regierung), was speziellere Regelungen für die Schweiz ermöglichte. Zwei Jahre nach dem EWR-Nein wurden Verhandlungen über sektorielle bilaterale Abkommen aufgenommen, 1999 wurden schließlich sieben Bilaterale Verträge zwischen der Schweiz und der Europäischen Union unterzeichnet, die zum 1. Juni 2002 in Kraft traten. Im Jahr 2004 erfolgte die Unterzeichnung eines zweiten Pakets sektorieller Vereinbarungen (Bilaterale II), deren Inkraftsetzung mit der tatsächlichen Abschaffung der Personen-Grenzkontrollen an den Schweizer Landgrenzen Ende 2009 abschloss (Warenkontrollen bleiben bestehen). Der Rat der Europäischen Union entschied im Dezember 2012, dass es keine neuen bilateralen Abkommen nach dem Modell der bisherigen Verträge mit der Schweiz mehr geben werde.

### Liechtenstein
Eine Woche nach dem Schweizer „Nein“ genehmigte das liechtensteinische Volk den Beitritt. Der regierende Fürst hatte sich bereits für das EWR-Abkommen ausgesprochen. Da Liechtenstein gleichzeitig zum Schweizer Wirtschaftsraum gehört und mit der Schweiz eine Währungs- und Zollunion bildet, musste das EWR-Abkommen hinsichtlich dieser Überschneidungssituation überarbeitet werden, außerdem erfolgte eine Änderung des Vertrags vom 29. März 1923 über den Anschluss des Fürstentums Liechtenstein an das schweizerische Zollgebiet. Das Anpassungsprotokoll zum EWR-Abkommen erhielt am 9. April 1995 die Zustimmung des Volkes des Fürstentums Liechtenstein, sodass das Abkommen für Liechtenstein am 1. Mai 1995 in Kraft treten konnte. Das EWR-Abkommen gilt für Liechtenstein allerdings für weniger Waren als für die anderen Mitgliedstaaten; diese ursprünglich bis zum 1. Januar 2000 befristete Einschränkung wurde zunächst bis zum 1. Januar 2005 verlängert und vor Erreichen dieses Datums ab diesem unbefristet festgeschrieben.

### Bulgarien und Rumänien
Am 25. Juli 2007 unterzeichneten die Mitgliedstaaten des EWR, Bulgarien, Rumänien und die Europäische Union ein Übereinkommen über die Beteiligung der Republik Bulgarien und Rumäniens am Europäischen Wirtschaftsraum. Es trat am 1. August 2007 provisorisch und am 9. November 2011 vollends in Kraft.

### Kroatien
Kroatien ist seit 1. Juli 2013 Mitglied der EU.
Am 11. April 2014 wurden die folgenden Dokumente unterzeichnet:
- Das Übereinkommen über die Beteiligung der Republik Kroatien am Europäischen Wirtschaftsraum; durch Bevollmächtigte der Vertragsparteien des am 2. Mai 1992 in Porto unterzeichneten Abkommens über den Europäischen Wirtschaftsraum (die Europäische Union, die Vertragsparteien des Vertrags über die Europäische Union, Island, das Fürstentum Liechtenstein und das Königreich Norwegen) und der Republik Kroatien; in Brüssel.
Artikel 2 dieses Übereinkommens enthält eine Anpassung des Hauptteils des EWR-Abkommens, die die Republik Kroatien zur Vertragspartei des EWR-Abkommens macht.
- Das Zusatzprotokoll zum Abkommen zwischen dem Königreich Norwegen und der Europäischen Union über einen norwegischen Finanzierungsmechanismus für den Zeitraum 2009–2014 anlässlich der Beteiligung der Republik Kroatien am Europäischen Wirtschaftsraum; durch die Bevollmächtigten der Europäischen Union und des Königreichs Norwegen.
- Das Abkommen in Form von Briefwechseln über die vorläufige Anwendung des Übereinkommens über die Beteiligung der Republik Kroatien am Europäischen Wirtschaftsraum und die vorläufige Anwendung des dazugehörigen Protokolls zur Vereinbarung zwischen dem Königreich Norwegen und der Europäischen Union für den Zeitraum 2009–2014; durch die Bevollmächtigten der Europäischen Union, Islands, des Fürstentums Liechtenstein und des Königreichs Norwegen.
Gemäß diesem Abkommen werden das vorgenannte Übereinkommen und Zusatzprotokoll seit dem 12. April 2014 vorläufig angewandt.[9]
- Zwei weitere Zusatzprotokolle und eine Schlussakte; durch die jeweils zuständigen Bevollmächtigten.

Das Übereinkommen trat am 19. Februar 2025 vollends in Kraft.